# Гласници 2: Страшило
Гласници 2: Страшило (енгл. Messengers 2: The Scarecrow) је хорор филм из 2009. године у режији Мартина Барнвица. Преднаставак је филма Гласници из 2006. године. Главне улоге тумаче Норман Ридус, Клер Холт и Ерби Аго. Филм говори о фармеру у Северној Дакоти који постави страшило на свој посед како би отерао вране које му уништавају усеве, али се касније испостави да страшило не тера само вране.
Приказан је 21. јула 2009. године. Снимање се одвијало у Софији, као и другим местима у Бугарској.

## Радња
Фармер Џон има малу фарму у Северној Дакоти која се нашла у грозној ситуацији. Финансијски је постала неисплатива јер му вране сваке године уништавају усеве. У међувремену, проналази старо страшило и одлучи да га постави насред поља како би заштитио усеве од врана.
Када његов син угледа страшило, замоли га да склони, на шта му он обећа да ће то и урадити. Међутим, други дан вране крену умирати, а сватко ко представља опасност за поље кукуруза или његове усеве бива убијен.

## Улоге
| Глумац         | Улога             |
| -------------- | ----------------- |
| Норман Ридус   | Џон Ролинс        |
| Хедер Стивенс  | Мери Ролинс       |
| Клер Холт      | Линдси Ролинс     |
| Лоренс Белчер  | Мајкл Ролинс      |
| Ричард Рил     | Џуд Ведерби       |
| Дарси Фауерс   | Миранда Ведерби   |
| Ерби Аго       | Ренди             |
| Метју Макналти | заменик Милтон    |
| Мајкл Макој    | господин Питерсон |